# Schwyz
Schwyz é uma comuna da Suíça, capital do Cantão de Schwyz, com cerca de 1.062 habitantes. Estende-se por uma área de 53,17 km², de densidade populacional de 266 hab/km². Confina com as seguintes comunas: Alpthal, Illgau, Ingenbohl, Lauerz, Morschach, Muotathal, Oberiberg, Rothenthurm, Sattel, Steinen.
A praça principal da cidade situa-se a 47º03'N, 8º37'E e 516 m acima do nível do mar. A língua oficial nesta comuna é o Alemão.